# Ronde van Drenthe (kobiecy) 2016
10. edycja kobiecego wyścigu kolarskiego Ronde van Drenthe, która odbyła się 12 marca 2016 roku w prowincji Drenthe w Holandii. Trasa wyścigu liczyła 138,3 kilometrów, zaczynając i kończąc się w mieście Hoogeveen. Zwyciężczynią została Holenderka Chantal Blaak, wyprzedzając Australijkę Gracie Elvin oraz Niemkę Trixi Worrack.
Ronde Van Drenthe był drugim w sezonie wyścigiem cyklu UCI Women’s World Tour, będącym serią najbardziej prestiżowych zawodów kobiecego kolarstwa. Poza wyścigiem kobiecym tego samego dnia zorganizowano również wyścig mężczyzn.

## Wyniki
| M-ce | Imię i nazwisko      | Kraj              | Drużyna             | Czas       |
| ---- | -------------------- | ----------------- | ------------------- | ---------- |
| 1.   | Chantal Blaak        | Holandia          | Boels Dolmans       | 3h 36' 13" |
| 2.   | Gracie Elvin         | Australia         | Orica-AIS           | + 0"       |
| 3.   | Trixi Worrack        | Niemcy            | Canyon-SRAM         | + 0"       |
| 4.   | Anna van der Breggen | Holandia          | Rabo Liv            | + 0"       |
| 5.   | Marta Bastianelli    | Włochy            | Alé Cipollini       | + 1' 49"   |
| 6.   | Shelley Olds         | Stany Zjednoczone | Cylance Pro Cycling | + 1' 49"   |
| 7.   | Floortje Mackaij     | Holandia          | Team Liv–Plantur    | + 1' 49"   |
| 8.   | Lauren Kitchen       | Australia         | Hitec Products      | + 1' 49"   |
| 9.   | Annemiek van Vleuten | Holandia          | Orica-AIS           | + 1' 49"   |
| 10.  | Leah Kirchmann       | Kanada            | Liv–Plantur         | + 1' 49"   |
|      |                      |                   |                     |            |
| 39.  | Eugenia Bujak        | Polska            | BTC City Ljubljana  | + 1' 49"   |
| 58.  | Małgorzata Jasińska  | Polska            | Alé Cipollini       | + 1' 49"   |
| DNF  | Anna Plichta         | Polska            | BTC City Ljubljana  | –          |